# Nad Ali (dystrykt)
Nad Ali – dystrykt (powiat) leżący w południowo-zachodniej części afgańskiej prowincji Helmand. Zamieszkiwany jest przez 80% Pasztunów, 10% Hazarów, 5% Tadżycy i 5% Beludżów. W 2005 populacja powiatu liczyła 105000 ludzi. Znaczna część dystryktu jest pokryta półpustynią Zamindavar. Największe skupiska ludności powiatu znajdują się na wschodzie dystryktu przy granicy z dystryktem stołecznym prowincji Helmand Laszkargah. Centrum powiatu jest bazar Nad Ali.